# (1109) Tata
(1109) Tata es un asteroide que forma parte del cinturón exterior de asteroides y fue descubierto el 5 de febrero de 1929 por Karl Wilhelm Reinmuth desde el observatorio de Heidelberg-Königstuhl, Alemania.

## Designación y nombre
Tata recibió al principio la designación de 1929 CU.
Se desconoce la razón del nombre.

## Características orbitales
Tata está situado a una distancia media de 3,23 ua del Sol, pudiendo acercarse hasta 2,912 ua y alejarse hasta 3,548 ua. Su excentricidad es 0,09842 y la inclinación orbital 4,121°. Emplea en completar una órbita alrededor del Sol 2120 días.